# Микулич, Алексей Игнатьевич
Алексей Игнатьевич Микулич (бел. Аляксей Ігнатавіч Мікуліч, 19 декабря 1934 г., Жеребковичи Ляховичского района — 12 января 2021) — советский и белорусский антрополог, доктор биологических наук (1991 г.).

## Биография
В 1963 г. завершил обучение в Минском медицинском институте.
В 1963—1966 гг. работал в Министерстве социального обеспечения БССР. С 1969 г. — в Институт искусствоведения, этнографии и фольклора НАН Беларуси.
Исследователь закономерности изменчивости генетико-антропологических и адаптивных типов, гено-демографических процессов среди населения Беларуси и сопредельных территорий. Кандидат биологических наук (1972), доцент (1986), доктор биологических наук (1991), профессор (1994).

### Работы
- «Очерки по антропологии Беларуси» (1976 г.) (бел.)
- «Антропология Белорусского Полесья» (1978 г.) (бел.)
- «Биологическое и социальное в формировании антропологических особенностей» (1981 г.) (бел.)
- «Наследственные и социально-гигиенические факторы долголетия» (1986 г.) (бел.)

### Награды
В 1998 г. — Государственная премия Беларуси.